# Білоноговська сільська рада
Білоно́говська сільська рада (рос. Белоноговский сельский совет) — сільське поселення у складі Куртамиського району Курганської області Росії.
Адміністративний центр — село Білоногово.
Населення сільського поселення становить 434 особи (2017; 504 у 2010, 610 у 2002).

## Склад
До складу сільського поселення входять:
| Населений пункт  | Населення, осіб (2002) | Населення, осіб (2010) |
| ---------------- | ---------------------- | ---------------------- |
| Білоногово, село | 518                    | 443                    |
| Узково, присілок | 92                     | 61                     |